# Los Vásquez
Los Vásquez est un groupe de pop rock chilien, originaire de Coyhaique. Il est formé par Italo Vásquez et Enzo Vásquez. Le duo se popularise en 2010 avec le morceau Tu me haces falta, extrait de l'album Contigo pop y cebolla.

## Biographie
En 2010, ils commencent à écrire et publier leur premier album, Contigo pop y cebolla. À la mi-2010, sort leur premier single Tú me haces falta.
Au début de 2011, ils commencent à se populariser sur les ondes radio locales. La même année, le duo publie un autre single, Miénteme una vez, devenu le thème de la novela Esperanza, ce qui aidera encore plus à étendre leur popularité. À la fin de 2011, plus de 5 000 personnes assistent à leur premier concert au Teatro Caupolicán de Santiago.
En 2012, le duo est élu « groupe le plus écouté de 2012 ». En 2013, Los Vasquez lancent leur deuxième album studio intitulé De sur a norte.
En 2015, Los Vásquez reçoivent le prix des « chansons les plus jouées » aux Pulsar Awards 2015. La même année, le duo donne un autre concert à la Movistar Arena, Santiago, pour célébrer ses cinq ans.

## Discographie

### Albums studio
- 2010 : Contigo pop y cebolla
- 2013 : De sur a norte
- 2020 : Recuerdos
- 2024 : 10 éxitos inolvidables

### Singles
- 2010 : Tú me haces falta
- 2010 : Míenteme una vez
- 2010 : Juana María
- 2011 : Te amaré en clandestinidad
- 2011 : Me enamoré con una mirada
- 2011 : Por amor
- 2011 : Como hojas al viento
- 2011 : Basta
- 2011 : No me quería
- 2012 : Voy por ti
- 2012 : Qué tienes tú
- 2012 : Enamorado
- 2012 : ¿Dónde está tu amor?
- 2013 : Vuela que vuela
- 2014 : Olvídalo
- 2014 : Mi amante
- 2014 : Me vuelvo loco
- 2015 : Discúlpame
- 2015 : Siento
- 2016 : Cumplimos otro año (avec Caterina Gei)
- 2016 : Del pozo de mis sueños (avec Illapu)
- 2017 : Que más quisiera yo
- 2017 : Chao chao
- 2018 : Sigo pensando en ti
- 2018 : Llorarei
- 2018 : Ay mi amor
- 2019 : Yo te voy a amar
- 2019 : Mariajuana (avec Santa Feria)
- 2020 : Chica del sur
- 2020 : Rico Rico (avec Moral Distraida et Denisse Rosenthal)
- 2020 : Voy a llorar
- 2020 : Mi eterno amor secreto
- 2021 : Te llamo
- 2021 : Volveré
- 2021 : Boquita hechicera
- 2022 : Cumbia cumbia cumbia
- 2023 : Quiero verte (avec Ana Bárbara)
- 2023 : MALAMOR (avec Arte Elegante et Santa Feria)
- 2024 : Fe (Hommage à Jorge González)
- 2024 : Si te vuelvo a ver (avec Luis Vega et Rigeo)
- 2024 : Ya no creo en el amor
- 2025 : Fuckyou San Valentín
- 2025 : Por la carretera